# Darwin (informatique)
Pour les articles homonymes, voir Darwin.
Darwin est un système d'exploitation libre et gratuit construit autour du noyau XNU et développé notamment par Apple. Il est dérivé de NeXTSTEP et de BSD. Sa vocation principale est de servir de base au système d'exploitation macOS. Il est distribué sous licence APSL (Apple Public Source License), certifiée libre par la FSF.
Par défaut et contrairement à macOS, Darwin ne contient pas de moteur graphique Quartz ni d'interface Aqua. Il fournit initialement une invite de commande en mode texte.
Darwin est disponible en version Power PC et x86.
Apple a amorcé le projet OpenDarwin, puis l'a rendu indépendant, pour promouvoir ses technologies et attirer vers elles les développeurs open-source, très attachés à Linux et BSD.

## Historique
Lorsqu’Apple annonça l'existence d'un nouveau système d'exploitation, fruit de la fusion entre Mac OS et NeXTSTEP, il devait être organisé sur une couche dénommée CoreOS. On savait à peu près ce que CoreOS devait contenir : un micro-noyau Mach, un serveur FreeBSD, etc.
Peu de temps après, fut annoncé le projet Darwin, destiné à intégrer des développeurs indépendants à un effort extraordinaire destiné à créer le « système d'exploitation le plus abouti au monde ». La situation était pour le moins très confuse jusqu'à ce que Steve Jobs, patron d'Apple, présentât en 2000 le schéma simplifié de OS X, dans lequel Darwin et Core OS ne faisaient qu’un. On ne sait pas si cela était prévu dès le début.
Apple avait au départ annoncé une structure juxtaposée, composée de la « Blue Box » et de la « Yellow box », une dérivée de Mac OS et une dérivée de BSD. Une devint Classic, l'autre devint Cocoa. Chacune était portée par un groupe d'ingénieurs, respectivement ceux issus d'Apple et ceux issus de NeXT. Un compromis fut trouvé entre le portage total du code et le non-portage intégral. Ce fut Carbon, la troisième et dernière API d'OS X.

## OpenDarwin.org
La communauté open-source qui maintient Darwin a été très active en créant de nombreux projets : Darwine (création de bibliothèques permettant de faire tourner sans aucun portage les applications Windows), DarwinPorts (permet aux utilisateurs de macOS d'installer des applications du monde UNIX cf. Fink), XPostFacto (permettant d'installer OS X sur des Macs auxquels Apple refuse l'installation des versions récentes de son OS).
Après quatre ans d'existence et de nombreux efforts, l'équipe d'OpenDarwin a annoncé la fin du projet le 25 juillet 2006. Les raisons invoquées sont la non-atteinte de leurs objectifs initiaux, des difficultés techniques et un manque d'intérêt de la part de la communauté.
Cette disparition n'a pas affecté Darwin, toujours open source, et toujours la couche système de base de macOS et d'iOS.

## Dérivés

### PureDarwin
En 2007, le projet PureDarwin fut lancé pour continuer où OpenDarwin avait arrêté. 
Il en existe deux versions :
- PureDarwin XMas, basé sur Darwin 9 avec X11, DTrace et ZFS
- PureDarwin Nano, version minimaliste

### GNU-Darwin
Fondé en novembre 2000, GNU-Darwin est une distribution qui allie le système Darwin avec une partie de la collection de logiciels libres GNU.

### Articles connexes

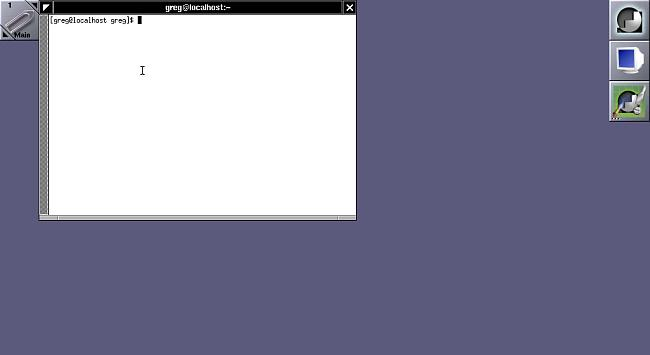
Window Maker in XDarwin

## Hexley
Hexley est la mascotte d'OpenDarwin, c'est un ornithorynque avec des attributs (fourche, bonnet), rappelant ceux du Démon BSD, branche d'UNIX sur laquelle repose Darwin. Les membres du projet OpenDarwin.org croyaient que l'assistant de Darwin se nommait Hexley. En réalité, un biologiste contemporain à Darwin se nommait Huxley (Thomas Henry Huxley). Il était trop tard pour changer un nom qui devenait déjà populaire parmi les promoteurs du projet.
D'autres animaux avaient été proposés, tels que le poisson Aqua (nom de l'interface de OS X) ou des variantes diaboliques de Clarus the dogcow, l'animal qui a accompagné les dialogues d'impressions de Mac OS pendant plus de dix ans.
Apple n'a toujours pas reconnu Hexley comme la mascotte de Darwin.